# Jacques de Montberon
Jacques de Montberon (1364 minderjährig; † 1422) war ein französischer Adliger und Militär; er wurde 1418 zum Marschall von Frankreich erhoben und 1422 abgesetzt.
Er war Seigneur de Montbron, Baron de Maulévrier et d’Avoir, Sénéchal d’Angoumois, Premier Chambellan du Duc de Berry, Kammerherr des Königs und des Herzogs von Burgund.

## Leben
Jacques de Montberon war der Sohn von Robert VI. de Montberon und Yolande de Matha. Nach dem Tod seines Vaters und während seiner Minderjährigkeit stand er unter Vormundschaft seines Onkels Robert de Matha, Seigneur de Nuillé.
Er hatte bereits in der Gascogne gekämpft, als er 1380 an der Krönung von Karl VI. teilnahm. 1382 begleitete er den König bei seinem Feldzug gegen Flandern. 1383 diente er als Capitaine im Angoumois. Am 9. August 1386 wurde er zum Seneschall des Angoumois ernannt und diente hier unter Marschall Sancerre, 1387 wieder in der Gascogne.
Als Verbündeter der Burgunder wurde er am 27. Juli 1418 von Johann Ohnefurcht, Herzog von Burgund und zu dieser Zeit Regent von Frankreich, zum Marschall von Frankreich ernannt, den zugehörigen Eid leistete er am 26. September 1418 vor dem Parlement. Am 22. Januar 1422 wurde er während der Regentschaft für den minderjährigen englischen Königs Heinrich VI. abgesetzt. Er starb im gleichen Jahr.

## Ehe und Familie
Er heiratete Marie de Maulévrier, die die Baronie Maulévrier und die Herrschaft Avoir in die Ehe brachte; sie war die Tochter von Renaud, Baron de Maulévrier et d’Avoir, und Beatrice de Craon, Dame de Toureil. Sie testierte am 7. Oktober 1391 und am 27. Februar 1406, und nach ihrem Tod und dem von Jean de Maulévrier erbte Jacques de Montberon die Baronien Maulévrier und Avoir etc., für die er am 15. Juni 1406 dem Herzog von Anjou den Lehnseid leistete. Ihre Kinder sind:
- François († kurz nach 1470), Sire et Baron de Montberon, de Maulévrier, d’Avoir etc.; ⚭ 25. Mai 1403 Louise de Clermont, einzige und Erbtochter von Jean (II.) de Clermont, Vicomte d’Aunay, und Leonore de Périgord (Haus Clermont)
- Jacques, 1408 Seigneur de Montberon (1408) et d’Azay-le-Rideau, bis 1431 Capitaine der Burg Thouars
- Catherine; ⚭ (1) Renaud VII., Sire de Pons, Vicomte de Turenne (Haus Pons); ⚭ (2) Jean de Malestroit, Seigneur d’Oudon
- Marguerite, 1456 bezeugt; ⚭ 18. Oktober 1418 Savary Bouchard, Seigneur d’Aubeterre, de Pauléon, d’Ozillac et de Saint-Martin de la Coudre

1408 heiratete er in zweiter Ehe Marguerite de Sancerre, Dame de Sagonne et de Memande, Tochter von Jean III., Comte de Sancerre, und Marguerite de Mermande, Nichte des Marschalls und Connétables Louis de Sancerre, Witwe von Gérard, Seigneur de Retz, und von Béraud II., Dauphin d’Auvergne, Comte de Clermont und Seigneur de Mercoeur (Haus Auvergne).